# NGC 7042
NGC 7042 is een spiraalvormig sterrenstelsel in het sterrenbeeld Pegasus. Het hemelobject werd op 16 oktober 1784 ontdekt door de Duits-Britse astronoom William Herschel.

## Synoniemen
- UGC 11702
- MCG 2-54-13
- ZWG 426.23
- KCPG 555A
- IRAS 21113+1321
- PGC 66378